# مصلحت
مصلحت با نام‌های سابق پدری و مصلحت نظام فیلمی به کارگردانی و نویسندگی حسین دارابی و تهیه‌کنندگی محمدرضا شفاه محصول سال ۱۳۹۹ است. این فیلم در سی و نهمین دوره جشنواره فیلم فجر حضور داشت.

## داستان
فضای فیلم در سال‌های اول بعد از انقلاب و برگرفته از یک ماجرای واقعی است. داستان از آنجایی آغاز می‌شود که «مهدی» پسر آیت‌الله مشکاتیان که یکی از مقامات بلندپایه‌ی قوه‌ی قضائیه است، مرتکب قتل می‌شود، اما از پذیرفتن آن سر باز می‌زند و اطرافیان پدرش به خاطر «مصلحت» انقلاب، سعی می‌کنند کسی دیگر را به جای او متهم جلوه دهند.

## بازیگران
- فرهاد قائمیان در نقش آیت‌الله مشکاتیان
- وحید رهبانی در نقش حسین جلالی
- مهدی حسینی‌نیا در نقش حاج آقا لشگری
- مجید نوروزی در نقش مهدی مشکاتیان
- امیر نوروزی در نقش مسعود قاسمی
- نازنین فراهانی در نقش خانم آریا
- سهی‌بانو ذوالقدر در نقش همسر آیت‌الله مشکاتیان
- مهدی فریضه
- علی دل‌پیشه
- حسن تسعیری
- مجید جعفری
- وحید نفر
- شهاب عباسیان
- امیر شمس
- محمدرضا سروستانی در نقش شاهین آریا

## جوایز و نامزدی‌ها
| مراسم            | تاریخ برگزاری | بخش                        | نامزد            | نتیجه    |
| ---------------- | ------------- | -------------------------- | ---------------- | -------- |
| جشنواره فیلم فجر | ۲۲ بهمن ۱۳۹۹  | بهترین بازیگر نقش اول زن   | نازنین فراهانی   | نامزدشده |
| جشنواره فیلم فجر | ۲۲ بهمن ۱۳۹۹  | بهترین بازیگر نقش مکمل مرد | وحید رهبانی      | نامزدشده |
| جشنواره فیلم فجر | ۲۲ بهمن ۱۳۹۹  | بهترین تدوین               | سیاوش کردجان     | نامزدشده |
| جشنواره فیلم فجر | ۲۲ بهمن ۱۳۹۹  | بهترین موسیقی متن          | فردین خلعتبری    | نامزدشده |
| جشنواره فیلم فجر | ۲۲ بهمن ۱۳۹۹  | بهترین طراحی لباس          | بهزاد جعفری طادی | نامزدشده |
| جشنواره فیلم فجر | ۲۲ بهمن ۱۳۹۹  | بهترین طراحی صحنه          | بهزاد جعفری طادی | نامزدشده |
| جشنواره فیلم فجر | ۲۲ بهمن ۱۳۹۹  | بهترین کارگردان اول        | حسین دارابی      | برنده    |